# Sello de Madagascar
El sello oficial de Madagascar en vigor data del año 2000, y es una variante del aprobado en 1993. Es un sello o emblema circular de oro que en la parte central incluye un disco de plata con la representación del mapa de este Estado insular, compuesto por la isla principal y las adyacentes de Nosy Be y Nosy Borah (o Sainte-Marie), de gules. De este disco central irradia un árbol del viajero (Ravenala madagascariensis) estilizado, de gules y sinople, encima del cual está la inscripción de sable REPOBLIKAN'I MADAGASIKARA, nombre oficial malgache de la República de Madagascar.
En la parte inferior, bajo el disco central con el mapa, hay una cabeza de cebú de gules sobre un campo de arroz perfilado también de gules, vuelta a ambos lados por un ramo de laurel de sinople y, en la base, con el lema nacional malgache: TANINDRAZANA - FAHAFAHANA - FANDROSOANA (Patria - Libertad - Progreso).

## Escudos históricos
El primer escudo malgache es el correspondiente al Reino de Merina, diseñado en la época del rey Radama I (1810-1828) y que estuvo en vigor hasta 1897. Tenía el campo cuartelado en cruz, con la representación de un cebú, un árbol del viajero, un escudo con dos lanzas y una espiga de arroz en cada cuartel. Llevaba como soportes las figuras de dos altos dignatarios del Reino, un civil y un militar, e iba timbrado con la corona real. En la base figuraba el lema nacional en malgache: Tsy adidiko izaho irery, fa adidiko izaho sy hianareo (No hago la ley solo, sino que la hacemos tú y yo juntos).
Durante la época colonial francesa el emblema malgache estaba formado por tres cabezas de cebú. Con la independencia, la República Malgache adoptó un sello circular el 24 de diciembre de 1959 que retomaba los antiguos elementos simbólicos del árbol del viajero, la cabeza de cebú y las espigas de trigo, con el lema Fahafahana – Tanindrazana – Fandrosoana (Libertad - Patria – Progreso).
La República Democrática de Madagascar (1975-1992), sobrevenida a raíz del golpe de Estado militar dirigido por Didier Ratsiraka, fue representada por otro sello circular de carácter socialista, donde figuraba un sol naciente sobre el mar, cargado con un rifle, una pala, una pluma y una rueda dentada y timbrado con una estrella roja. El lema era Tanindrazana – Tolom-piavotana – Fahafahana (Patria - Revolución – Libertad).
La nueva República de Madagascar adoptó, en marzo de 1993, un nuevo emblema circular con los colores de la bandera estatal: blanco, rojo y verde, con los mismos elementos que el escudo actual: un mapa central, un árbol del viajero radiante y una cabeza de cebú sobre un campo de arroz. El lema era Tanindrazana – Fahafahana – Fahamarinana (Patria - Libertad – Justicia). La variante actual, con un ligero cambio de colores y la reanudación del lema nacional de 1959, fue puesta en circulación hacia el año 2000.

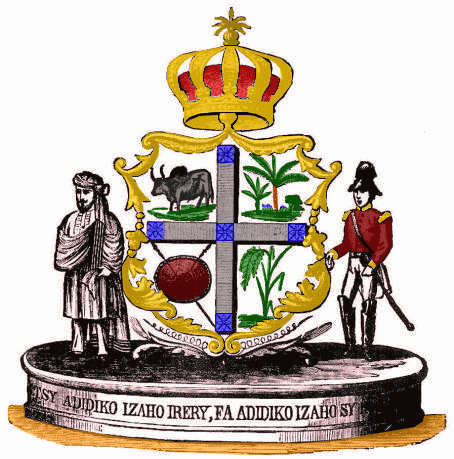
Escudo de armas del Reino de Madagascar (1868-1883)
Escudo de armas del Reino de Merina (1787-1896)
Insignia del Protectorado Francés de Madagascar (1882-1897)
Sello del Gobierno General de Madagascar (1897 - 1958)
Sello del Gobierno General de Madagascar (1942)
Emblema de la República Malgache
Sello de la República Malgache (1958-1975)
Emblema de la República Democrática de Madagascar (1975-1993)
Sello de Madagascar (1993-1998)